# الأمة العربية

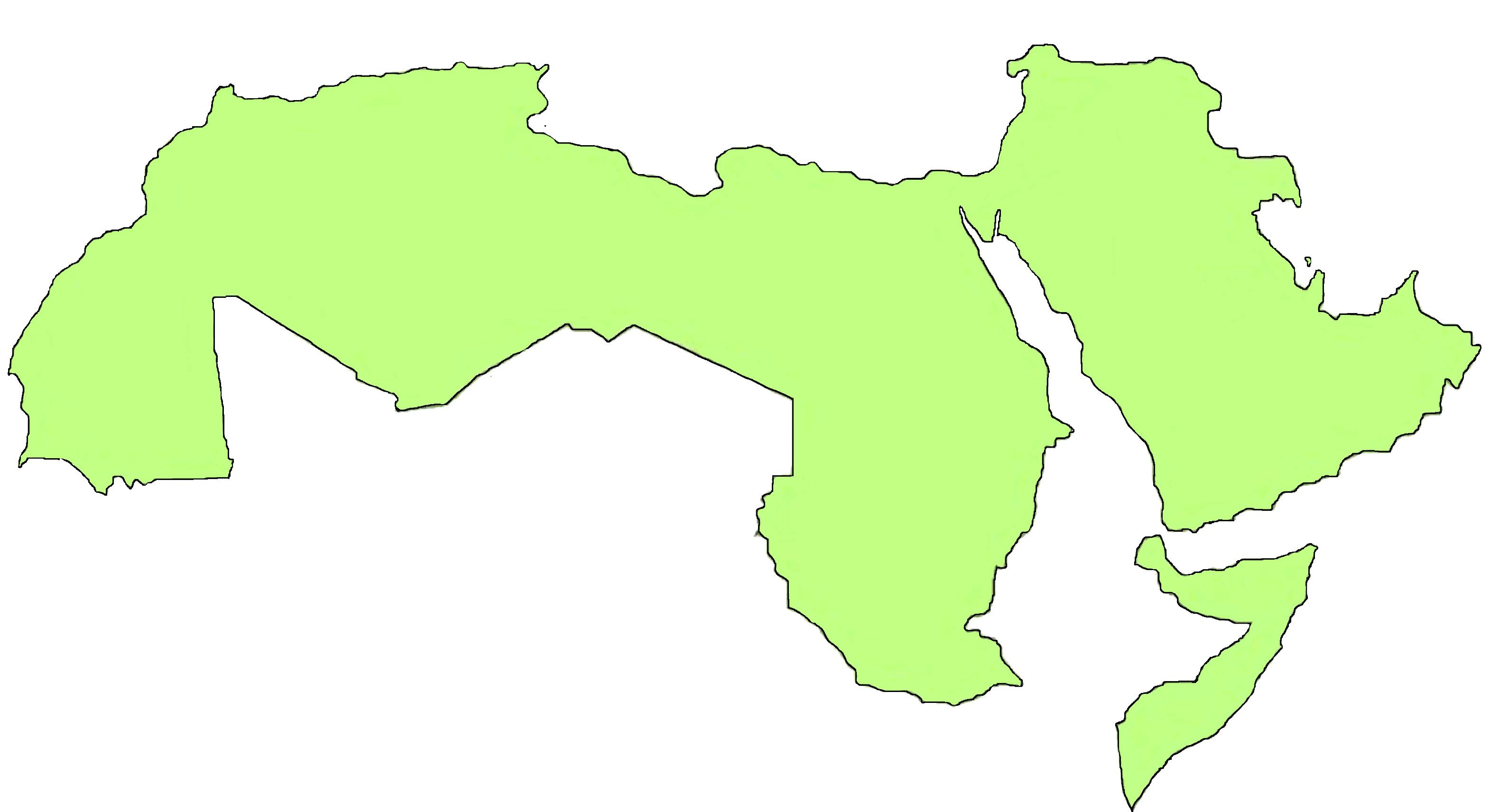
الوطن العربي

الأُمَّة العَرَبِيَّة أو الشَّعْب العَرَبي    هو مصطلح يطلق على الشعب الذي يعيش في البلدان العربية سواء كان من الإثنية العربية أو من إثنيات أخرى اختلطت بها وعاشت معها في الوطن العربي.
الأمة هي مجتمع طبيعي من البشر، يرتبط بعضها ببعض بوحدة الأرض والأصل، والعادات واللغة. من جراء الاشتراك في الحياة وفي الشعور الاجتماعي. والأمة العربية هي التي تنتمي إليها كل المجموعات التي تتخذ من اللغة العربية لغة قومية ورسمية، وتعتبر التاريخ العربي والثقافة العربية المشتركة أساسًا لهويتها ومرجعيتها، وأهم مقومات الشعور القومي العربي هي اللغة والثقافة والتاريخ والمصير المشترك.

## الدين والانتماء الإثني
لا يوجد تعارض بين الانتماء إلى العروبة والانتماء إلى الإسلام. فالقومية العربية تهدف إلى إيجاد دولة موحدة وإزالة الحدود المصطنعة دون أن تقرر طبيعة النظام الذي سيحكم هذه الدولة لأن هذا متروك للشعب. والتيار القومي يضم كافة التوجهات السياسية من اليمين الإسلامي إلى اليسار الاشتراكي. وفكرة الأمة العربية لا تقصد أبدًا وضع العرب فوق غيرهم من الأعراق التي تعيش معهم، فالدولة الموحدة هي دولة كل مواطنيها وهي تعمل أساسًا بمفهوم المواطنة، والقصد منها هو خلق كيان موحد كبير قادر على مواجهة التحديات السياسية وعلى محاربة الفقر والجهل والتخلف، وعلى إنشاء سوق عربية واحدة تعطى فيها الأفضلية لمنتوجها المحلي (سواء الحمضيات المغربية أو زيت الزيتون الأردني أو الخضراوات الفلسطينية) ويسمح فيها لليد العاملة بالتحرك من مكان لآخر دون تصاريح عمل أو تأشيرات.

## نبذة
من المتعارف عليه أن الأمة العربية هي مجموعة السكان التي تسكن في الوطن العربي (أو ما يسميه الغرب العالم العربي أو الشرق الأوسط وشمال إفريقيا) الممتد من المحيط الأطلسي غربًا (حيث المغرب العربي) حتى الخليج العربي وإيران شرقًا. في التعريف الحديث تشمل الأمة العربية الدول التي تتخذ اللغة العربية لغة رسمية وانضمت إلى الجامعة العربية.

## التاريخ
مرّت الأمة العربية بتاريخ طويل الأمد امتد مئات السنين قبل الميلاد، حيث بدأ وجودها في الجزيرة العربية وبلاد الشام والعراق واتسع إلى شمال أفريقيا. كان تنقل مجموعات وقبائل عربية من مكان إلى آخر عبر التاريخ لأسباب تجارية ولأسباب استيطانية ومعيشية، وبعد ظهور الإسلام كان السبب الرئيسي نشر الدين الجديد. تعرضت الأمة العربية لاستعمار هجمات بدأ من الحملات الصليبية والمغولية إلى الخلافة العثماني والاستعمار الغربي المتمثل بالدول الأوروبية والذي تقاسمت الوطن العربي بينها: بريطانيا وفرنسا وإيطاليا وإسبانيا وانتهاءاً بالاستيطان الصهيوني الذي قام بجمع شتات الذين ينتمون للديانة اليهودية وتوطينهم في فلسطين. ناضلت الشعوب العربية ضد الاستعمار، كان النضال محليًا وغير منظم، ففي ليبيا مثلاً، كانت مقاومة ضد الاستعمار الإيطالي وفي مصر ضد الإنجليزي وفي سوريا ضد الفرنسي. حصلت كل المناطق العربية على استقلالها من الاستعمار الغربي المباشر، ما عدا فلسطين، وأقيمت دول عربية حسب تقسيمات قررتها الدول الغربية المستعمرة ومصالح محلية بحيث فصلت بين مراكز الثروة والتجمعات السكانية بهدف منع قيام وحدة عربية حقيقية.

## ديمغرافية
يصل عدد الذين ينتمون إلى الأمة العربية أو الذين يستعملون اللغة العربية كلغة أولى أو ثانية أو الناطقين باللغة العربية إلى حوالي 400 مليون نسمة حوالي 89% منهم عرب، ويعيشون اليوم في 22 منطقة منفصلة سياسياً ومتصلة جغرافياً وهي اليمن والسعودية وعمان والإمارات وقطر والبحرين والكويت والعراق وسوريا ولبنان والأردن وفلسطين ومصر وليبيا وتونس والجزائر والمغرب وموريتانيا والسودان والصومال وجيبوتي وجزر القمر ومناطق الوجود العربي في بعض الدول المجاورة مثل إيران حوالي 8 مليون، تركيا من 3 إلى 4 مليون، وهناك مجموعة كبيرة من المهاجرين في دول العالم وتقدر أعدادهم بحوالي 40 إلى 50 مليون نسمة.